# Hunsrücker Bauernverein
Der Hunsrücker Bauernverein war eine frühe regionale Interessenvertretung der kleinbäuerlichen Landwirtschaft des Hunsrücks. Er hatte Bestand von 1892 bis 1920, wurde dann unter gleichem Namen mit konkurrierenden Verbänden zusammengeschlossen und 1933 gleichgeschaltet. Seine Ortsgruppen und von ihm initiierte Einrichtungen haben zum Teil noch heute Bestand.

Richard Oertel

## Gründung
Der genossenschaftlichen Idee hatte Friedrich Wilhelm Raiffeisen in den 1850er Jahren auf dem Lande großen Auftrieb verschafft. Eigenständige Entwicklungen im Agrarsektor waren erst durch die Preußischen Reformen zu Beginn des Jahrhunderts ermöglicht worden. 1882 wurde der  Rheinische Bauernverband, ein katholisch dominierter Verband hauptsächlich aus  Kleinbauern gegründet. 1889 gründete der katholische Priester und spätere Zentrumsabgeordnete Friedrich Dasbach den Trierischen Bauernverein, der natürlich katholisch dominiert war und dem Zentrum nahestand. In dieser Situation des Aufbruchs gründete der Theologiestudent Richard Oertel, aus der bekannten Hunsrücker Pfarrersfamilie, sein Vater Georg Friedrich Hugo war von 1883 bis 1907 Superintendent des Kirchenkreises Simmern und Direktor der Schmiedelanstalten, sein Großvater war der Pfarrer und Schriftsteller W. O. von Horn (Friedrich Wilhelm Philipp Oertel), 1892 den Hunsrücker Bauernverein. Der Initiator wurde sogleich zum Vorsitzenden gewählt, ein Amt, das er auch nach seiner Bestallung zum Pfarrer in Neuerkirch (seit 1896) bis 1921 behielt.

## Organisation und Ausrichtung
Auch der engere Vorstand bestand nur aus evangelischen Pfarrern, dabei muss man bedenken, dass damals die Bauernschaft auf dem Hunsrück noch nicht dazu befähigt war, ihre Sache selbst zu vertreten, das sollte erst eine gerade heranwachsende Generation übernehmen. Es wurden nun in rascher Folge eine Rechtsschutzabteilung, eine Steuer- und Wirtschaftsberatung, Einkaufsgenossenschaften und landwirtschaftliche Zentrallager, bei denen man die für den Hof notwendigen Bedarfsartikel gut und preiswert kaufen konnte, gegründet und organisiert. Dazu wurden zahlreiche Ortsvereine gegründet, wie zum Beispiel schon 1894 durch Pfarrer Albert Hackenberg in Hottenbach, der dann weiter für seinen Ortsverein einen Raiffeisenverein (1896) und eine Molkerei (1898) gründete. Ähnlich verlief die Entwicklung auf dem ganzen Hunsrück. Oertel konnte für seinen Verein über 5000 Mitglieder gewinnen.
Politisch stand der Bauernverein und seine Führung den rechtsgerichteten Parteien und dem 1893 im Zusammenhang mit der Agrarkrise der frühen 1890er Jahre gegründeten und von den Großagrariern dominierten Bund der Landwirte nahe. Da die Nationalkonservativen aber ihren Kandidaten nicht durchbringen konnten, schwenkte Oertel ins Lager der Nationalliberalen Partei, für die er als Nachfolger Hackenbergs von 1912 bis 1918 im preußischen Abgeordnetenhaus saß. Nach dem Ersten Weltkrieg wurde er Mitglied der Deutschen Volkspartei (DVP), für die er vom Januar 1919 bis Juni 1920 Abgeordneter für den Wahlkreis 21 (Koblenz-Trier) in der Weimarer Nationalversammlung und von Juni 1920 bis Mai 1924 Mitglied des ersten Reichstags der Weimarer Republik war. Jüngere Absolventen der Landwirtschaftsschule Simmern, einer Landwirtschaftlichen Winterschule, die Oertel mitbegründet hatte, hielten dagegen und traten dem konservativen Bund der Landwirte bei.
Nach dem Ersten Weltkrieg, in dem die politischen Gegensätze weniger gewichtig erschienen, kam es auf Initiative von Oertel zum Zusammenschluss mit den „Bündlern“ und der neu dazugekommenen „Freien Bauernschaft“ unter dem alten Namen Hunsrücker Bauernverein. Oertel wollte den Vorsitz niederlegen. Der neue Vorstand bestand nur noch aus Bauern, darunter viele ehemalige Landwirtschaftsschüler. Vorsitzender wurde auf Empfehlung Oertels der kriegsbeschädigte Bauer Wilhelm Hetzel aus Fronhofen, zweiter Vorsitzender der „Bündner“ Heinrich Weihrich aus Nannhausen, auf dessen Erinnerungen sich der Beitrag in wesentlichen Teilen stützt.

## Auflösung
Ende 1933 kam es zur Gleichschaltung aller Vereine und Institutionen in der Landwirtschaft zum Reichsnährstand mit seinen Untergliederungen bis zum Ortsverband unter einem Ortsbauernführer. Der bisherige Vorsitzende des Vereins wurde zum Kreisbauernführer des Landkreises Simmern ernannt.